# چارلز لیف
چارلز لیف (انگلیسی: Charles Leaf; ۱۳ نوامبر ۱۸۹۵ – ۱۹ فوریهٔ ۱۹۴۷) قایقران قایق بادبانی اهل بریتانیا بود.